# Alain Durel (musicien)
Pour les articles homonymes, voir Durel.
Alain Durel,  est un directeur musical français né en 1941 [Où ?]. Il occupe notamment les  postes de direction au Théâtre des Champs-Élysées, à Radio France, à l'Opéra de Lyon et préside le conseil d'administration de la Cité de la musique à La Villette .

## Carrière
Après une formation musicale auprès d'Igor Markevitch, Alain Durel dirige le Festival de musique contemporaine de La Rochelle à partir de 1980 ; il est directeur de la musique à Radio France et préside le conseil d'administration de la Cité de la musique à La Villette (1992-1996). Il est également directeur artistique du label Montaigne.
En 1990, il devient directeur du théâtre des Champs-Élysées. Il contribue, à la création de l'Orchestre des Champs-Élysées, confié à Philippe Herreweghe pour des interprétations historiquement informées. Dans sa programmation, Durel mêle opéras mis en scène, en version de concert, aux concerts symphoniques, en particulier avec l'Orchestre philharmonique de Vienne, et de musique de chambre.
En 1998, Durel devient directeur de l'Opéra national de Lyon, dont il ouvre sa première saison avec Ariane et Barbe-Bleue de Paul Dukas. Il nomme Louis Langrée à la direction musicale et tâche de redresser la maison, dans un état délicat du fait de procès pénaux, d'insécurité sur le plateau et d'un budget critiqué par la Chambre régionale des comptes, ce qui a conduit à la mise en examen des prédécesseurs de Durel. Avec de beaux succès, son mandat est toutefois entaché par une mésentente chronique avec Louis Langrée, ce qui pousse le jeune chef français à quitter Lyon pour l'Opéra de Liège. Il est remplacé par Ivan Fischer avec lequel l'entente est excellente et se concrétise par de belles productions: Rusalka, Ariane à Naxos, Boris Godounov, etc.[réf. nécessaire]
C'est finalement Durel qui démissionne, en décembre 2001, « pour raisons personnelles, », et se retire de la vie musicale.